# Nowe orientacje
Nowe orientacja – album zespołu Half Light będący tribiutem poświęconym zespołowi Republika, wydany w dniu urodzin Grzegorza Ciechowskiego - 29 sierpnia 2011 roku. Album zawiera wszystkie kompozycje z albumu Nowe sytuacje w nowej aranżacji.

## Lista utworów
1. Nowe sytuacje – 5:35
2. System nerwowy – 5:15
3. Prąd – 5:39
4. Arktyka – 4:48
5. Śmierć w bikini – 4:51
6. Będzie plan – 4:43
7. Mój imperializm – 5:27
8. Halucynacje – 3:38
9. Znak "=" – 3:19
10. My lunatycy - 4:33

Dodatkowe utwory
1. Hallucinations - 3:57
2. Bikini Death (Remix Soundeck) - 4:16

## Twórcy
- Krzysztof Janiszewski - wokal
- Krzysztof Marciniak - gitara
- Piotr Skrzypczyk - syntezator
- Grzegorz Ciechowski - tekst i oryginalna muzyka (My lunatycy - muzyka Grzegorz Ciechowski & Zbigniew Krzywański)

gościnnie
- Stefan Dembowski - trąbka w Mój imperializm
- Beata Majewska - głos w Mój imperializm
- Martynka Skrzypczyk - głos w Prąd